# Garay Dezső
Garay Dezső (Pest, 1842. november 17. – Budapest, 1894. november 25.) jogi doktor és királyi törvényszéki bíró, Garay János költő fia.

## Életpályája
Iskoláit 1853 és 1861 között a pesti kegyesrendi főgimnáziumban, a jogi tanfolyamot 1861 és 1865 között az egyetemen végezte. 1867. február 21-én jogi doktori, július 22-én közügyvédi és július 30-án váltóügyvédi oklevelet szerzett. 1865. október 17-én a magyar királyi ítélőtáblához esküdött fel mint joggyakornok. 1867. április 6-án igazságügy-miniszteri segédfogalmazó, 1868 májusában fogalmazó, 1872-ben pesti, 1878-ban pestvidéki törvényszéki bíró lett. 1874-től tagja volt az államvizsgálati bizottságnak. Az egyesületi téren, úgy a régi ügyvédegylet-, mint a jogászgyűlések- és a jogászegyletnek tárgyalásaiban és vitatkozásaiban gyakran vett részt, többször előadói minőségben.

## Újságírói munkássága
Cikkei megjelentek a Jogtudományi Közlönyben (1870. Egyes vagy társas biróság?, A polgári peres eljárás reformja, hosszabb cikksorozat, melyben a revízió mellett, illetve a fellebbezés kizárása végett szót emelt, 1873. Perorvoslatok a szóbeli polgári perben, A negyedik szakosztály határozatai, 1879. Elmélkedések a polg. törvk. rendt. 113. §-a felett és a magyar jogászgyűlések törvénykezési szakosztályának tárgyalásait ismertette), a Magyar Igazságügyben (1874–75. Az igazságügyi reform pénzügyi oldala, Néhány szó a törvényszünetről 1881. A perrend novella), a Jogászgyűlés és egylet Évkönyveiben (Előadásai 1873. A bizonyításra, 1874–76. A perorvoslatokra, 1879. A birói kinevezésekre, 1883. A polgári per alapelveire, 1889. A járásbirósági hatáskör és fellebbezésre vonatkoznak.) 1883-ban a perorvoslatok újabb alapra fektetését tárgyazó nagyobb munka tervezetével kezdett foglalkozni; irányeszméiről némelyeket közölt az 1889. évi jogászgyűlésen (Jogászgyűlés Évkönyve 1889.), a Büntetőjog tára mellékletében, a Polgári Törvénykezésben (1892 októberétől, a fontosabb felsőbírósági határozatokat, magyarázó, néha bíráló megjegyzésekkel.)